# Alangium tonkinense
Alangium tonkinense är en kornellväxtart som beskrevs av François Gagnepain. Alangium tonkinense ingår i släktet Alangium och familjen kornellväxter. Inga underarter finns listade i Catalogue of Life.